# Lidia Alekséyeva
Lidia Vladímirovna Alekséyeva (en ruso: Лидия Владимировна Алексеева, nacida Rakévich, Ракевич; Moscú, 4 de julio de 1924 - 26 de junio de 2014) fue una jugadora y entrenadora de baloncesto rusa. Consiguió 24 medallas de oro en competiciones internacionales, con la URSS, cuatro como jugadora, y 20 como seleccionadora. 